# Hercz Jenő gépgyára és vasöntödéje
Hercz Jenő gépgyára és vasöntödéje 1879-től 1949-ig működött Miskolcon, a Zsolcai kapuban kialakult ipari övezetben.

## Története
A gőzerőre berendezett gyárat Hercz Zsigmond alapította 1879-ben, termékválasztéka a mezőgazdaság igényeit volt hivatva kielégíteni (vetőgép, eke, répavágó, borona, szecskavágó stb.). A munkáslétszám 10–25 fő volt, őket 2–3 tanuló egészítette ki. Az alapító 1893-ban elhunyt, helyét fia, Hercz Jenő vette át. A gyár ekkor fürdő- és kútberendezésekkel, malomipari gépekkel is foglalkozott, majd hidraulikus gépeket, villamosvezeték-oszlopokat és csatornahálózat-szerelvényeket is gyártottak. A munkáslétszám 1930-ban 130–140 fő, 1940-ben már 200 fő körül alakult. A gyár egy hosszú, a Szinváig lenyúló szalagtelken helyezkedett el, területe 3800 négyzetméter volt, az üzemek (asztalos-, kovács-, lakatos- és gépműhely, öntöde, raktárak stb.) 21 épületben helyezkedtek el. Ez az elhelyezkedés akadálya volt a Széchenyi István utca meghosszabbításának, a tervezett út ugyanis éppen az öntödén, illetve a főműhelyen vezetett volna át. Az út a városnak nagyon fontos volt, hogy egyszerű megközelítési lehetőséget tudjanak biztosítani a Tiszai pályaudvar irányába. Hercz Jenő városi képviselő is volt, és közismert volt lokálpatriotizmusáról, ennek ellenére csak nehéz tárgyalások után tudtak megegyezni abban, hogy a gyár számára a Borsod-Miskolci Gőzmalom irányában biztosítanak bővítési, részbeni újratelepítési lehetőséget. A malom gépi berendezéseinek ellátásában egyébként fontos szerepet töltött be a Hercz-gyár. Az út megépítését, illetve a gyár áttelepülését azonban az első világháború meghiúsította, és utána is jókora késéssel, csak 1934-ben került sor rá. A második világháború végén a németek felrobbantották a gyárat, gépeit, raktárkészletét elszállították; két szerszámgépük maradt, a kár 70%-os volt. A helyreállítás után ismét új területet kapott a gyár, majd 1949-ben államosították. Belőle lett a Borsodvidéki Gépgyár I. telepe, amely 1963-ig üzemelt, ekkor a termelését a DIGÉP-be helyezték át. Az egykori gyár helyén ma a Borsodi Nyomda épületei állnak.